# Насеље Ратко Јовић
Насеље Ратко Јовић (раније Нови Комрен) је градска четврт Ниша у Нишавском управном округу. Административно припада градској општини Црвени Крст. Налази се између насеља Црвени крст и Доњи Комрен. У насељу се налази аеродром Константин Велики и индустријска зона.